# Pyrgophistes chinnicki
Pyrgophistes chinnicki är en insektsart som beskrevs av Kenneth Hedley Lewis Key 1992. Pyrgophistes chinnicki ingår i släktet Pyrgophistes och familjen gräshoppor. Inga underarter finns listade i Catalogue of Life.